# Brinklow
Pour l’article homonyme, voir Brinklow (homonymie).
Brinklow est un village et une paroisse civile du Warwickshire, en Angleterre. Situé entre Rugby et Coventry, le village comptait 1041 habitants en 2001.
Brinklow est un village-rue bâti à cheval sur l'ancienne voie romaine de Fosse Way. À proximité du village se trouvent les ruines du château à motte de Brinklow Castle, construit par le Normand Robert de Montbray à la fin du XIe siècle pour protéger Fosse Way. Il a été probablement abandonné vers le XIIIe siècle. Il s'agit de l'un des plus grands et des mieux conservés d'Angleterre. Il peut avoir été construit sur un tumulus, comme le suggère la toponymie : Brinklow viendrait du vieil anglais Brincehláw, signifiant tumulus au bord de la colline.
Brinklow accueillait au Moyen Âge une foire importante.

## Histoire
Le village a probablement des origines anciennes car il y avait un tumulus préromain situé ici, autour duquel les Romains ont détourné leur route Fosse Way. Le monticule est devenu plus tard un château normand (château de Brinklow, connu localement sous le nom de The Tump ou The Big Hill), qui est l'un des plus grands et des mieux conservés de ce type en Angleterre,.
Brinklow n'a pas été mentionné dans le Domesday Book, car il a probablement été fondé comme bourg en 1218, lorsqu'il a obtenu une charte de marché, mais le marché s'est éteint bien avant le 19ème siècle.
L'église du village, dédiée à Saint-Jean-Baptiste, est l'un des bâtiments les plus anciens du village, datant du XIIIe siècle ; elle a été construite par des moines de l'abbaye de Kenilworth, et la première mention d'un prêtre date de 1252. L'église a été en partie reconstruite au XVe siècle, en incorporant des parties de l'église antérieure,.
Le village a prospéré en partie grâce aux grandes maisons voisines de l'abbaye de Coombe et de Newbold Revel, et la fabrication de bougies, de vannerie et de production de soie avaient lieu dans le village.
Le canal d'Oxford a été ouvert à travers le village en 1790, ce qui a apporté une prospérité supplémentaire au village, bien qu'il ait ensuite été dévié dans les années 1830 avec un nouveau cours qui contournait Brinklow à l'est, bien qu'un tronçon de l'ancienne route soit resté ouvert. Un bras du canal desservant alors le village,
.[6][4]
Entre 1847 et 1957, Brinklow possédait sa propre gare ferroviaire sur la ligne Trent Valley, située à environ un mile au nord du village.
Le village possédait autrefois une école primaire, mais celle-ci a été fermée en 1996.
Il y a eu jusque quatre pubs dans le village : the Raven, the White Lion, the Dun Cow and the Bull's Head.

## Galerie

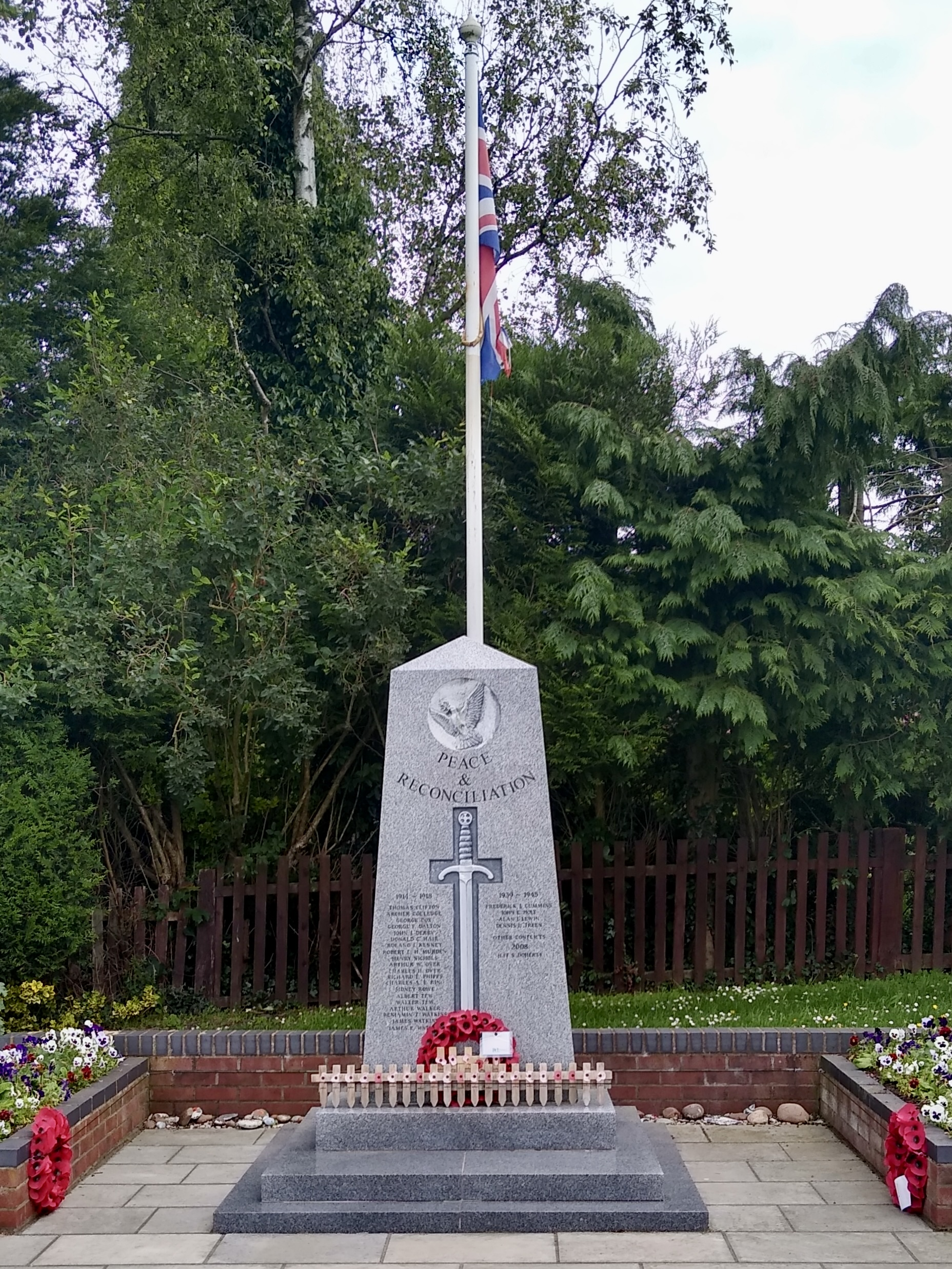
Brinklow War Memorial.
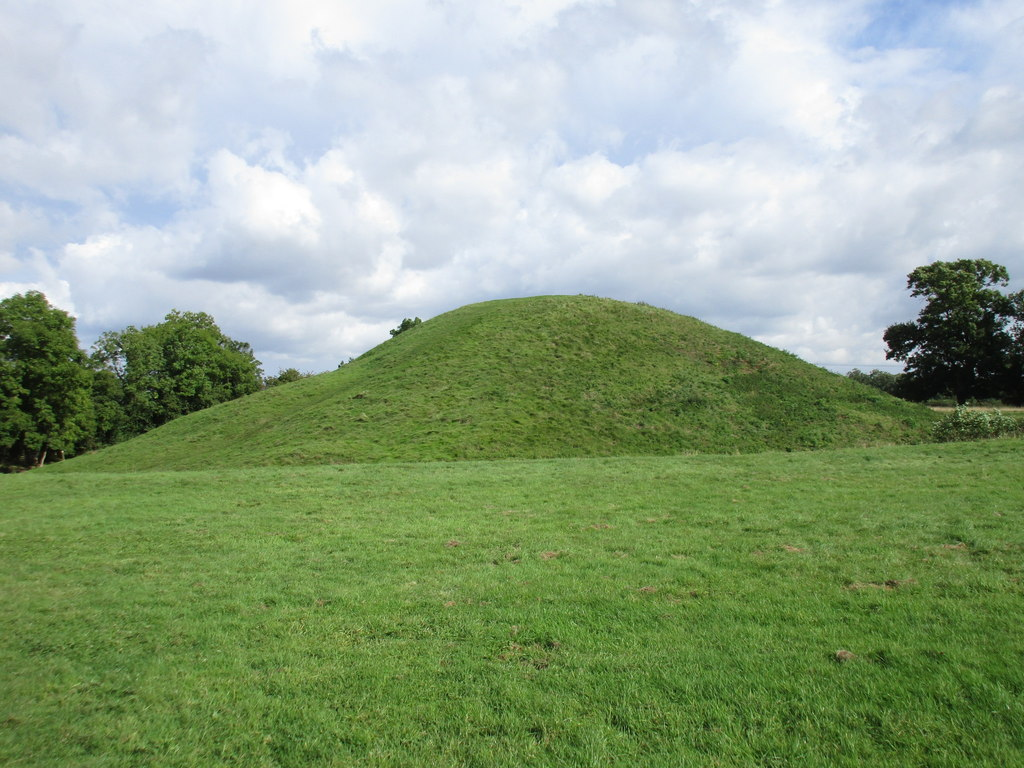
Motte castrale de Brinklow.
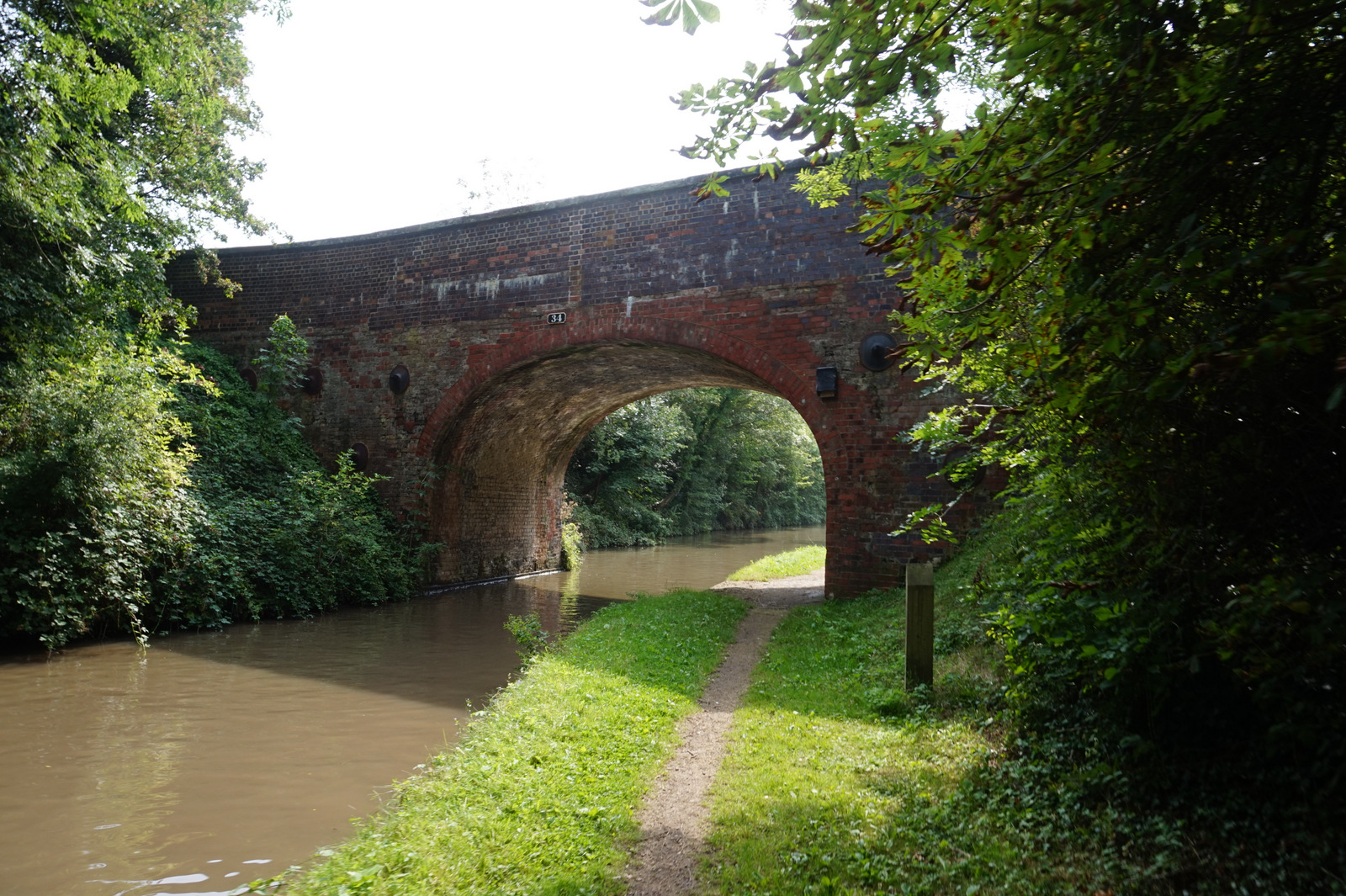
Pont sur l'"Oxford canal".